# Lauri Vaska
Lauri Vaska (* 7. Mai 1925 in Rakvere, Estland; † 15. November 2015 in Basking Ridge, New Jersey) war ein estnisch-US-amerikanischer Chemiker.

## Leben und Werk
Lauri Vaska wurde als Sohn von Jakob und Emilie Vaska im ostestnischen Rakvere geboren. Er besuchte von 1933 bis 1936 die Grundschule im heutigen Tallinner Stadtbezirk Hiiu, anschließend von 1936 bis 1940 das renommierte Riiklik Inglise Kolledž in der estnischen Hauptstadt. Von 1940 bis 1942 lernte er an der 9. Tallinna Keskkool und 1942/43 an einem Gymnasium in Rakvere. Von 1943 bis 1945 nahm Vaska auf deutscher Seite als Soldat am Zweiten Weltkrieg teil. Mit Kriegsende flüchtete er vor der sowjetischen Besetzung Estlands nach Deutschland.
Er studierte 1946 an der Baltischen Universität in Hamburg und später an der Universität Göttingen, wo er sein Vordiplom erlangte. Er wechselte an die University of Texas, wo er auf dem Gebiet der anorganischen Chemie promovierte. Es folgten Postdoc-Aufenthalte  an der Northwestern University auf dem Gebiet der Magnetochemie. 
Es folgte 1957 eine Anstellung als Fellow am Mellon Institute in Pittsburgh, wo er sieben Jahre lang blieb. Vaska ging anschließend als Associate Professor an die Clarkson University in Potsdam, New York, wo er 1990 emeritiert wurde. 
Vaska veröffentlichte etwa 80 Artikel zu Koordinationschemie von Übergangsmetallen, der homogenen Katalyse und Bioanorganische Chemie, wobei seine Jahre in Mellon sehr produktiv waren. Mit John W. Di Luzio beschrieb er 1962 einen Iridium-Komplex, der als Vaskas Komplex bekannt wurde, trans-IrCl(CO)(P(C6H5)3)2  
Er zeigte, dass dieser Komplex eine Reihe von Reaktionen mit kleinen Molekülen eingeht, etwa die oxidative Addition von Wasserstoff. 
Er untersuchte auch die reversible Anlagerung von Sauerstoff an den Komplex. Er entdeckte die oxidative Addition als einen der zentralen Schritte der homogenen Katalyse.

## Ehrungen und Auszeichnungen
Vaska erhielt zahlreiche Auszeichnungen und Ehrungen, darunter den Boris Pregel Award for Research in Chemical Physics im Jahr 1971, und wurde 1981 Fellow der American Association for the Advancement of Science für „Pionierarbeit in der organometallischen Chemie von Übergangsmetallen und synthetischen Sauerstoffträgern“.

## Privatleben
Lauri Vaska war mit der texanischen Künstlerin Elaine Tucker verheiratet. Das Paar bekam vier Söhne und eine Tochter. Er starb am 15. November 2015 im Alter von 90 Jahren in Basking Ridge, New Jersey.